# 格尔夫波特 (密西西比州)
格爾夫波特（英語：Gulfport）是美国密西西比州哈里森縣的一個城市，是該縣兩個縣治之一。位於墨西哥灣畔。面積166.4平方公里。2000年人口71,127人，2006年受颶風卡特里娜影響，人口下降至64,316人，但仍然是該州第二大城市。
美國海軍工程建設隊的基地位於這裡。